# Elizabeth Rosanna Gilbert
Elizabeth Rosanna Gilbert (n. 17 februarie 1821 – d. 17 ianuarie 1861), cunoscută sub numele de Lola Montez, a fost o dansatoare și actriță irlandeză care a devenit cunoscută ca o dansatoare exotică, curtezană și metresă a regelui Ludwig I al Bavariei.

## Viața

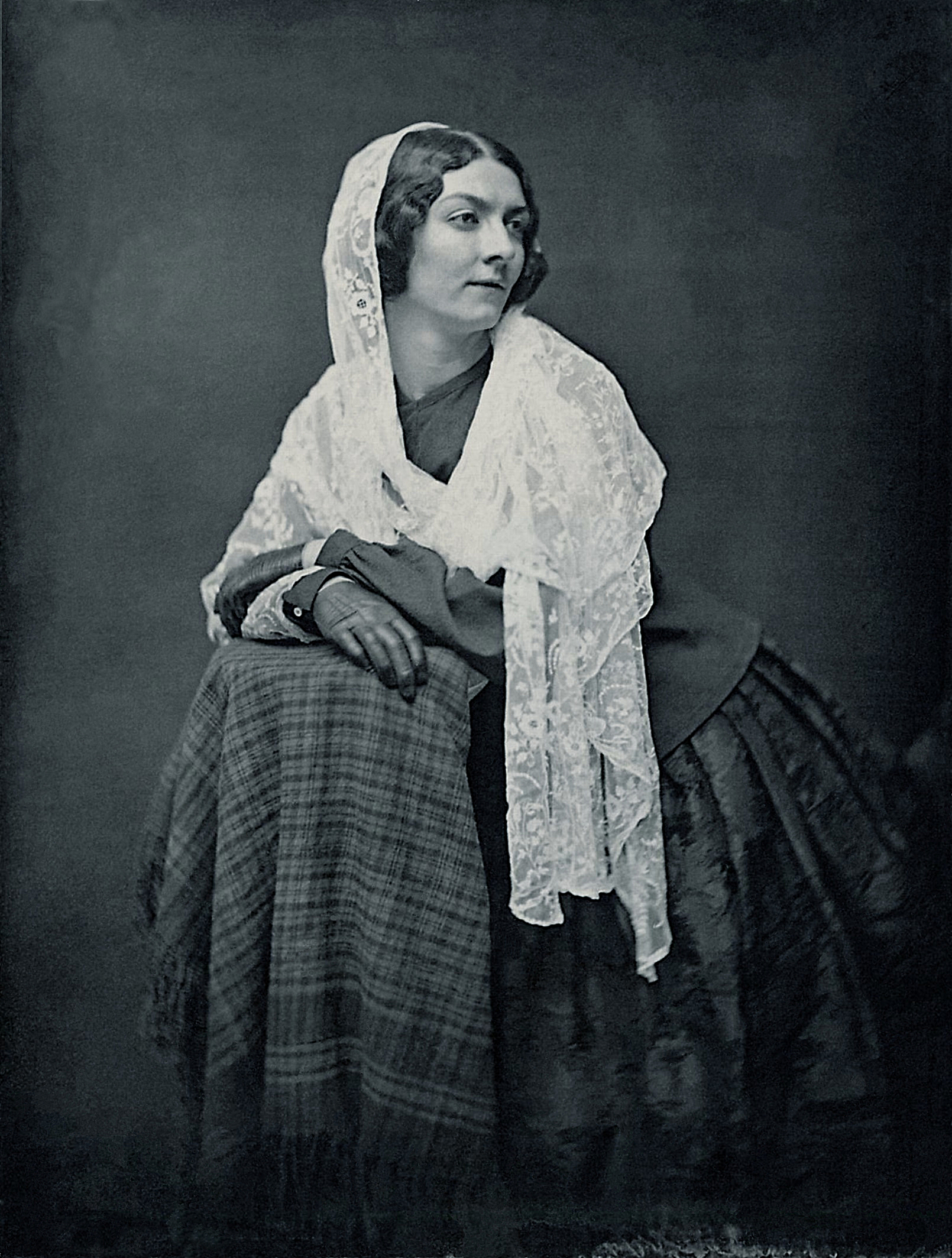
Lola Montez în 1851.

- 17 februarie 1821 - se naște în Grange, Comitatul Sligo, Irlanda și este botezată Eliza Rosanna Gilbert.
- 1823 - familia Gilbert se mută în India. La câteva luni după sosire tatăl ei moare de holeră. Mama ei se recăsătorește în anul următor.
- 1826-1827 - Eliza este trimisă la rudele tatălui ei vitreg în Scoția, voiaj în care împlinește șase ani.
- 1832 - la vârsta de unsprezece ani, Eliza este trimisă la internatul din Bath, în Anglia.
- 1837 - împotriva aranjamentului matrimonial al mamei sale, Eliza plecă la șaisprezece ani cu locotenentul Thomas James, care o însoțise pe mama acesteia în călătoria din India înapoi la Bath. Cuplul se desparte după cinci ani.
- 1843 - în luna iunie a acestui an are loc debutul ca „Lola Montez, dansatoarea spaniolă”. Debutul ei este întrerupt când este recunoscută ca doamna James. Totuși cariera nu-i este afectată și devine rapid faimoasă pentru dansul inventat de ea „dansul păianjenului”, cât și pentru expresia „Orice își dorește Lola, Lola primește.”
- 1846 - dansează la München și devine amanta lui Ludwig I al Bavariei asupra căruia are o influență nefastă făcându-l nepopular în fața poporului său.
- 1847 - este numită Contesă de Landsfeld de ziua regelui, la data de 25 august.
- 1848 - odată începută revolta bavareză, Ludwig I abdică și Lola fuge din țară.
- 1851-1853 - dansează pe coasta de est a Statelor Unite ale Americii.
- 1853 - sosește în mai la San Francisco, se căsătorește cu Patrick Hull în iulie și se mută în Grass Valley, California în august. Pe la mijlocul anului 1850 mariajul ei se destrăma.
- 1855-1856 - face turul Australiei pentru a-și reface averea distrând minerii și căutătorii de aur.
- 17 ianuarie 1861 - moare la New York de pneumonie.